# Grbice
Grbice (Geometridae), porodica su većinom noćnih leptira razmjerno velikih krila i četinastih ili češljastih ticala.

## Gusjenice
Gusjenice uz 3 para prsnih nogu imaju na kraju tijela i trbušne noge. Prilikom kretanja gusjenice izdižu tijelo, grbe se (po tome naziv), primičući kraj zatka prsištu.

## Vrste
U Europi ih je poznato oko 750 vrsta, a najpoznatije su: velika grbica (Erannis defoliaria) vrsta u kojoj ženka nema krila, mala grbica (Cheimatobia brumata) ženka ima zakržljala krila, ogrozdova grbica (Abraxas grossulariata), ribizova grbica (Thamnonoma wauaria).